# Axel Kulle (1846–1908)
Henrik Axel Kulle, född 22 mars 1846 i Lund, död 27 februari 1908 i Stockholm, var en svensk målare. Han var bror till Jakob Kulle och Sven Kulle.

## Biografi

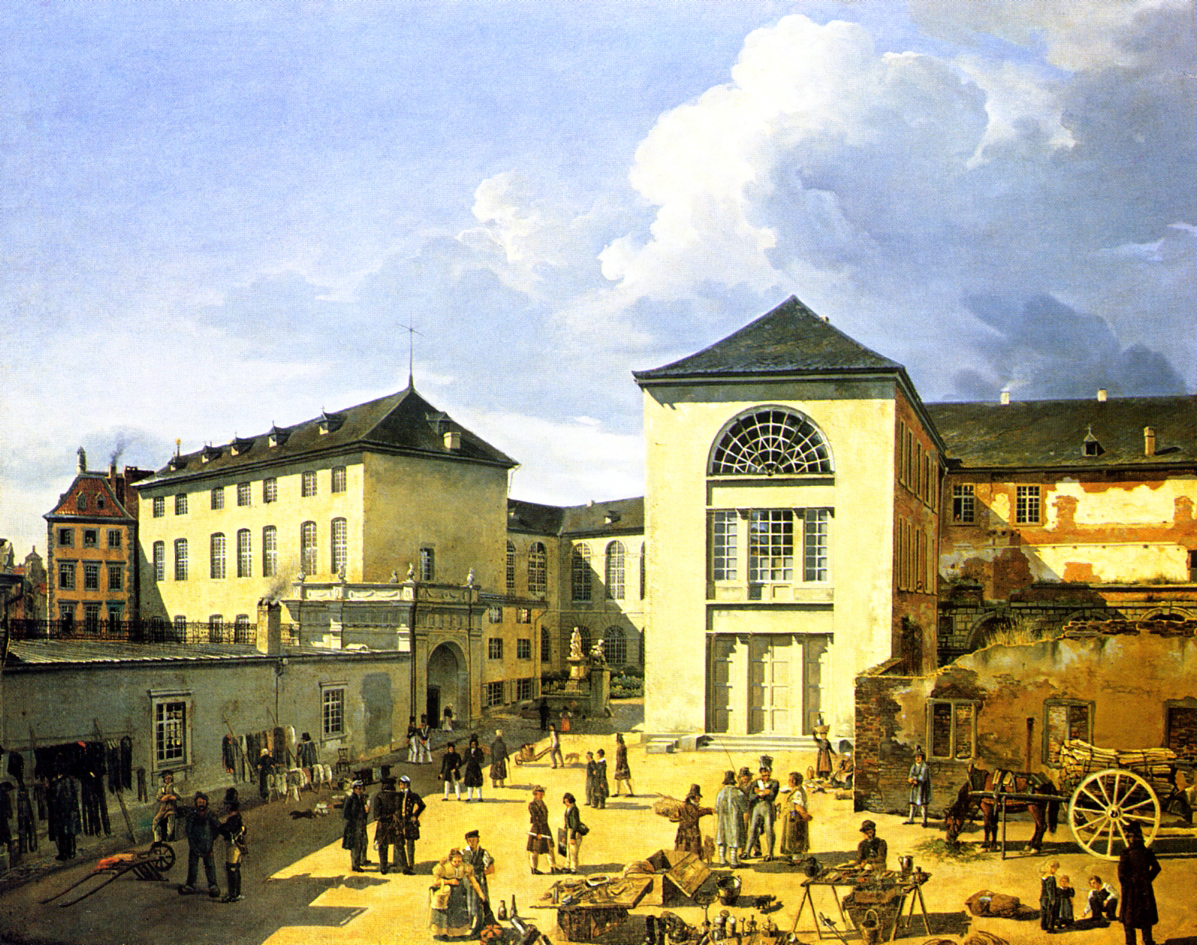
Axel Kulle studerade åren 1875-1880 vid Kunstakademie Düsseldorf, den gamla akademien i Düsseldorf. Bild av Kunstakademie Düsseldorf från 1830-talet.

Axel Kulle, vars far var bryggare och värdshusvärd, var målarlärling, när han 1865 inskrevs vid Konstakademien, där han studerade åren 1865–1872 och deltog i pristävlingar 1870 och 1871. Efter studierna där återvände han till Lund år 1873. Han målade några genretavlor som köptes av Konstföreningen. 1875 begav han sig till Düsseldorf för att fortsätta studera konst där för konstnären Ferdinand Fagerlin. Ferdinand Fagerlin var bosatt och verkade i Düsseldorf och han var känd bland annat för sina genremålningar av holländska fiskare och sina dramatiska människo- och interiörskildringar. Fagerlin räknas vanligen till Düsseldorfskolan. Axel Kulle stannade i Düsseldorf till hösten 1880. Samma år erhöll han stipendium ur Stiftelsen Dahlgrenska fonden i Strömstad och vistades därefter den mesta tiden i Paris. Från Düsseldorf i Tyskland sände han 1877 hem målningen Kyrkoråd i Skåne till Konstakademiens utställning och målningen väckte stor uppmärksamhet, den köptes av Nationalmuseum samma år. I Düsseldorf utförde han en rad genremålningar i påtagligt beroende av sin lärare, liksom stilleben. Ett stilleben från 1876 finns i Malmö museum.
År 1880 tilldelades han ett akademistipendium, som han använde till vidare konststudier i Paris. Han erhöll ett resestipendium på två år från Konstakademiens särskilda understödsfond från 1 juli 1880 och fortsatte att bedriva studier i Paris åren 1880 till 1883. I Paris tog han intryck av friluftsmålarna och lärde sig ett kraftigare målningssätt och en ljusare färghållning.
Han fortsatte att måla genre när han återkom till Sverige och Stockholm. Han målade gärna stilleben och porträtt, men även motiv från Skåne. Skånsk fiskarflicka från 1884 finns nu i Göteborgs konstmuseum.
Kulle blev ledamot av Konstakademien 1887, och började tjänstgöra som extralärare där. Axel Kulle meddelade privat undervisning i målning och teckning i Stockholm 1885-1891. Den 1 mars 1887 - 28 februari 1892 var han konstnärsarvodist vid Konstakademien. Han var extra lärare vid akademien från 24 september 1887 och från 25 september 1891 blev han tillförordnad lärare i antikritning. Från 25 september 1891 var han ordinarie lärare i antikritning. Av Opponenternas skrivelse till Konstakademien i tidens konstpolitiska strider tog han 1885 endast del som undertecknare. Opponenterna var en grupp av 85 svenska konstnärer, som under ledning av Ernst Josephson på 1880-talet organiserade sig i den så kallade Opponentrörelsen. Den 27 mars 1885 framförde medlemmarna skriftligen ett krav till Konstakademien om en modernisering och reformering av konstutbildningen, utställningsverksamheten och konstnärsstödet.

## Egen målarskola i Stockholm

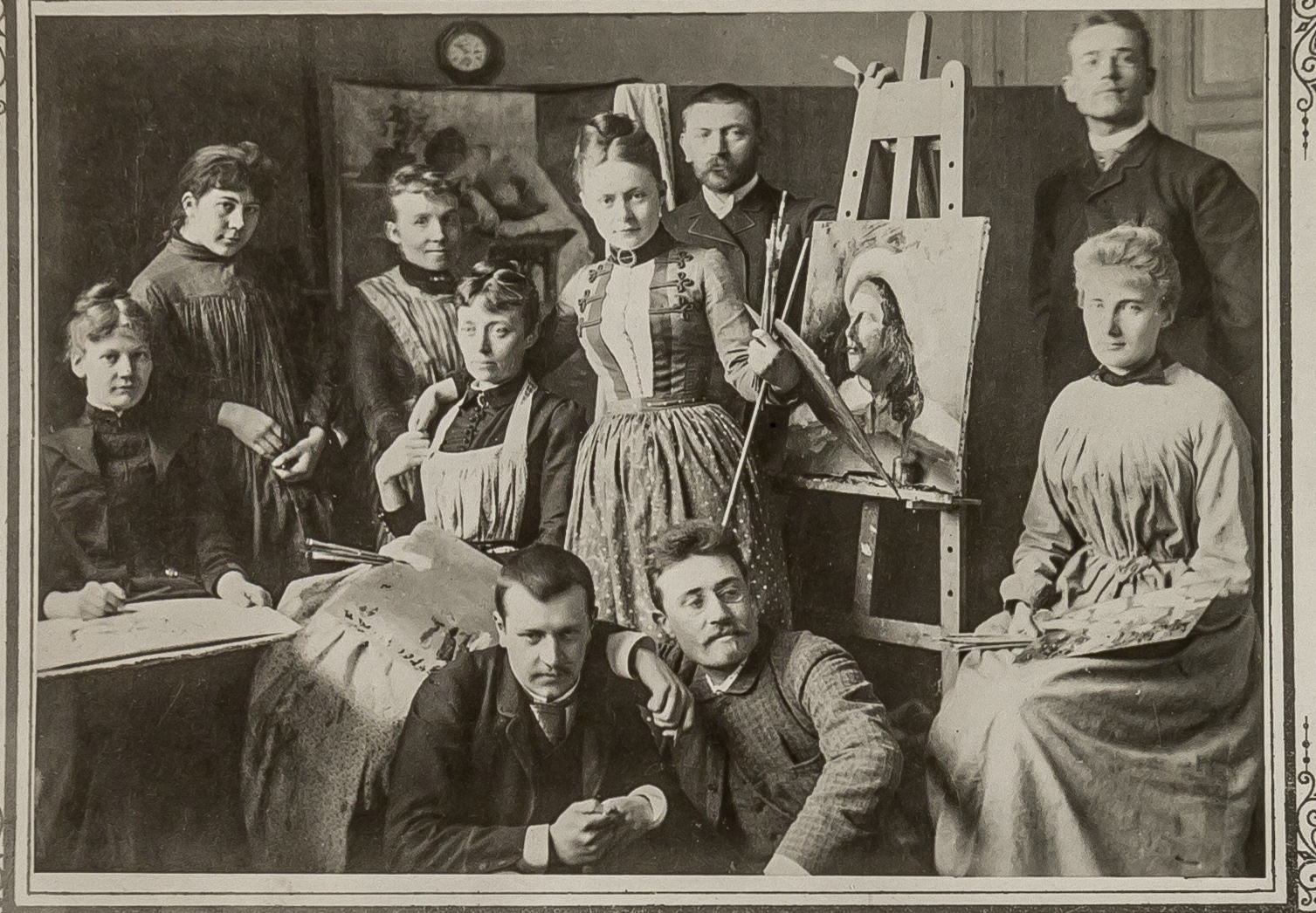
Elever i Axel Kulles målarskola 1889.

Axel Kulle öppnade på 1880-talet en egen målarskola i Stockholm. År 1887 blev han ledamot av Konstakademien och han började då också tjänstgöra som extralärare vid akademien. Han var genremålare i den Düsseldorfska andan och målade den skånska allmogen, stilleben och landskap. På 1800-talet utgick konstriktningen Düsseldorfskolan från akademin i Düsseldorf i Tyskland, nuvarande Kunstakademie Düsseldorf. Författaren och konstnären Rikard Lindström minns honom som lärare: "Han var alltid klädd i svart bonjour, bar det vita håret nerkammat i fransk lugg o såg ständigt dyster o nere ut. Jag hörde honom aldrig säga ett ord."

## Bildgalleri

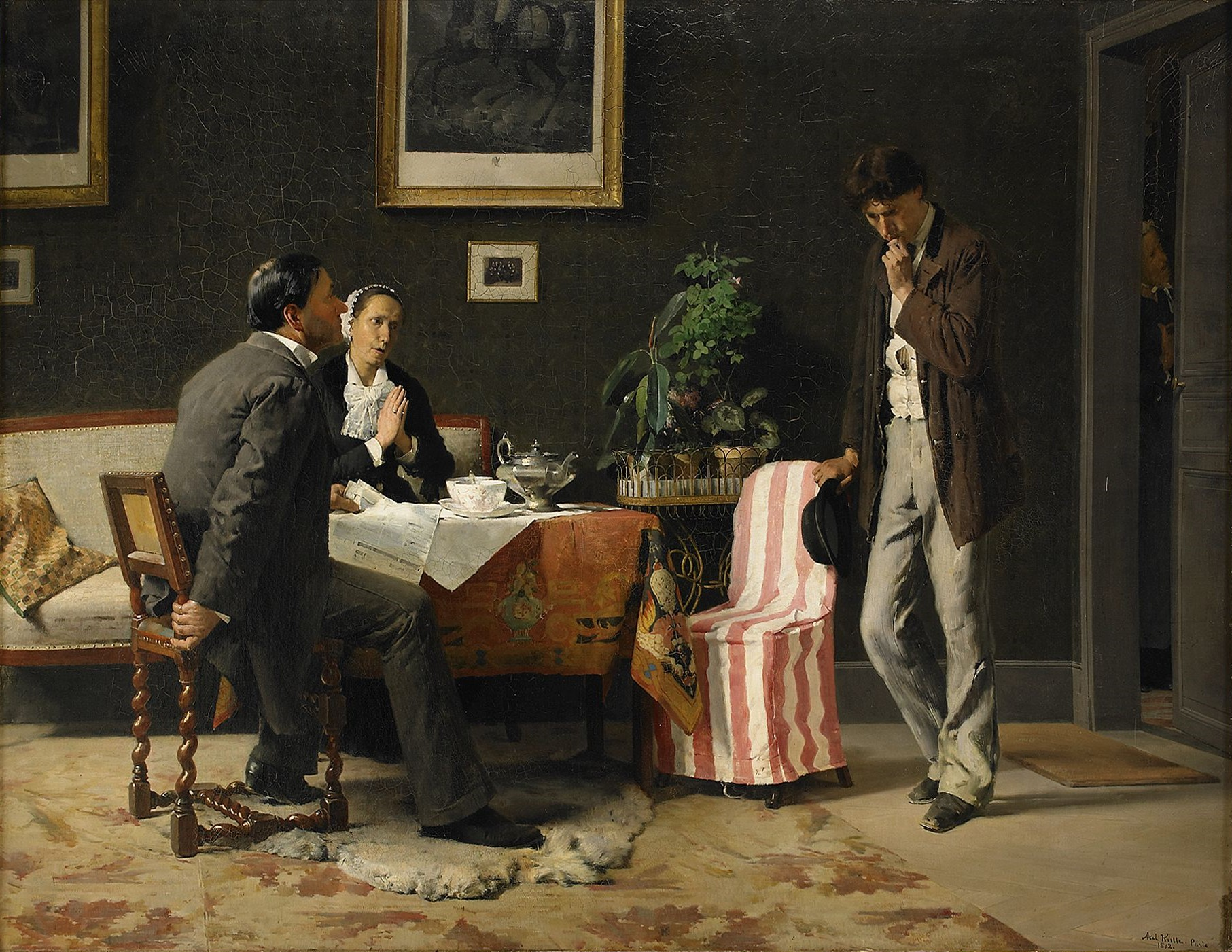
Den förlorade sonens återkomst (1882)
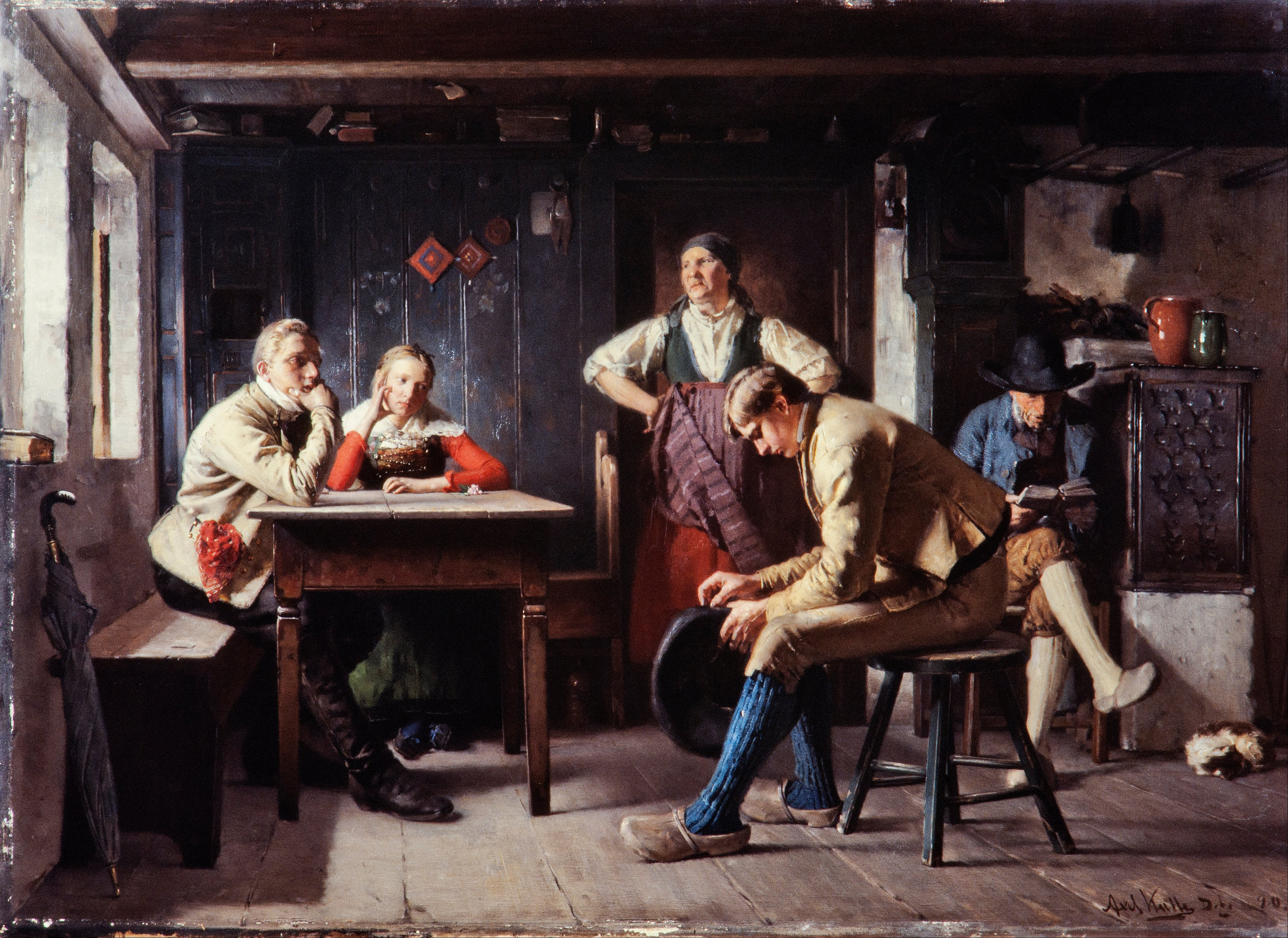
Friaren. Hallwylska museet, Stockholm.
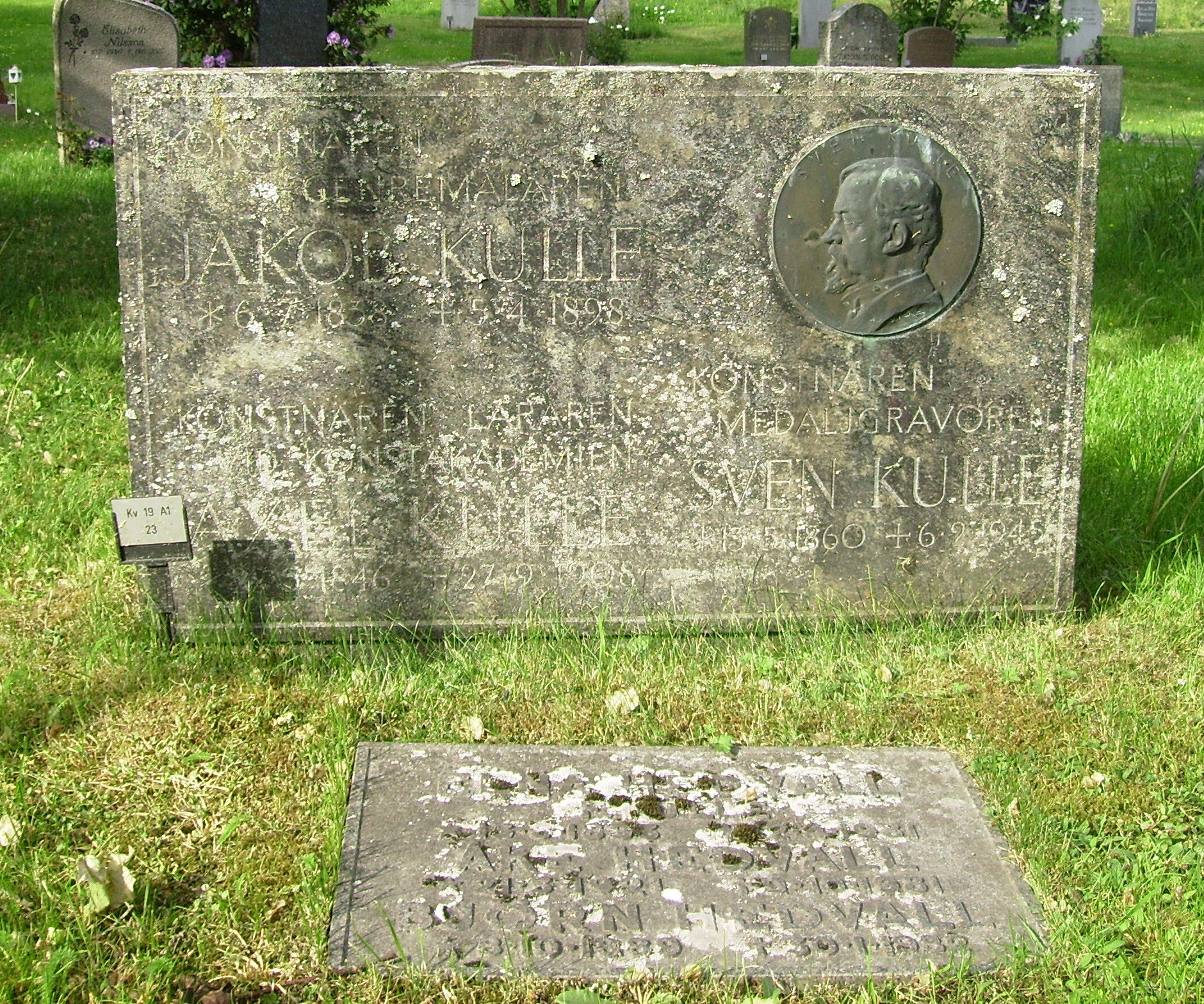
Gravvård på Norra begravningsplatsen i Solna.

## Representerad
- Nationalmuseum[11], Stockholm: Telegrammet (stilleben, 1876), Den förlorade sonen. Skiss (1881) och Kyrkråd på landet/Kyrkråd under överläggning (1877)
- Malmö museum, Malmö: Kyrkogård, Gammal gård och stilleben
- Göteborgs konstmuseum[12], Göteborg: Skånsk fiskarflicka (1884)
- Lunds universitets konstmuseum, Lund
- Kulturhistoriska museet i Lund
- Hallwylska museet[13]
- Norrköpings konstmuseum[14]